# 뉴샤
뉴샤(러시아어: Нюша, 1990년 8월 15일 ~ )는 러시아의 가수, 작곡가, 음악 프로듀서, 댄서이다. 2007년부터 활동을 시작했는데 많은 그의 곡이 차트의 1위에 올랐고 러시아어를 사용하는 국가에서 큰 인기를 끌었다.
2차례에 걸쳐 MTV 유럽 뮤직 어워드를 수상했으며 러시아에서 가장 성공적인 가수 중 한 명으로 여겨진다. 뉴샤는 러시아어와 영어로 된 노래를 발표했다.

## 음반 목록

### 정규 음반
- 2010년 《Выбирать чудо》
- 2014년 《Объединение》